# المنذر بن يحيى التجيبي
المنذر بن يحيى التجيبي أول حكام طائفة سرقسطة في فترة فتنة الأندلس، وأول حكامها في عهد ملوك الطوائف.

## نسبه وصعود نجمه
ينتمي المنذر بن يحيى بن المطرف بن عبد العزيز بن يونس بن عبد العزيز بن عبد الرحمن بن عبد العزيز بن عبد الله بن المهاجر إلى بني تجيب، وجده عبد الله بن المهاجر هو الداخل إلى الأندلس مع موسى بن نصير.
كان المنذر بن يحيى من قادة الدولة العامرية، تولى المنذر سرقسطة والثغر الأعلى في عهد هشام المؤيد بالله، ثم ضم تطيلة عام 396 هـ . ولما قامت فتنة الأندلس، أقره سليمان المستعين بالله على سرقسطة، وبعد وفاة سليمان المستعين بالله، انتزع وشقة من ابن عمه أبو يحيى محمد بن أحمد بن صمادح التجيبي. ثم ضم المنذر أيضًا طرطوشة، بعد أن هزم لبيب الصقلبي الذي استجار بمبارك الصقلبي حاكم بلنسية، فقاتلا معًا المنذر، وأجلياه عن طرطوشة.
كان علي بن حمود قد خلع المستعين بالله عن عرش الخلافة بمعاونة من خيران الصقلبي زعيم العامريين في شرق الأندلس وبربر صنهاجة بزعامة زاوي بن زيري، ثم فتك بمعارضيه. فرّ خيران الصقلبي إلى شرقي الأندلس، ودعا عبد الرحمن المرتضي بالله كمرشح للخلافة. انضم المنذر بن يحيى التجيبي وعدد من ولاة شرق الأندلس إلى تلك الدعوة. وفي عام 409 هـ، سار جيش المرتضى أولاً إلى إلبيرة لقتال بربر صنهاجة حلفاء بني حمود، واقتتلا في معركة استمرت لأيام، وانتهت بانتصار صنهاجة ومقتل المرتضى، وفرار المنذر وخيران. بعد عودته إلى سرقسطة، تلقب بلقب "الحاجب المنصور ذي الرياستين"، وبعد أن توفي مبارك الصقلبي حاكم بلنسية عام 408 هـ، وتنازع لبيب الصقلبي مع مجاهد العامري صاحب دانية على حكم المدينة، دعا أهل المدينة المنذر ليحكمها فسار إليها في بعض قواته، واشتبك مع قوات مجاهد العامري في عدة معارك. إلى أن اتفق الفتيان العامريين على تولية عبد العزيز بن عبد الرحمن شنجول عليها عام 411 هـ، فانسحب المنذر بقواته من المدينة، وعاد إلى سرقسطة.
هادن المنذر ريموند بورل كونت برشلونة وسانشو الثالث ملك نافارا جيرانه من حكام الممالك المسيحية في عهده. وتوفي عام 412 هـ. وخلفه ابنه يحيى.